# Aglaophenia triplex
Aglaophenia triplex är en nässeldjursart som beskrevs av John Fraser 1948. Aglaophenia triplex ingår i släktet Aglaophenia och familjen Aglaopheniidae. Inga underarter finns listade i Catalogue of Life.